# Machachi

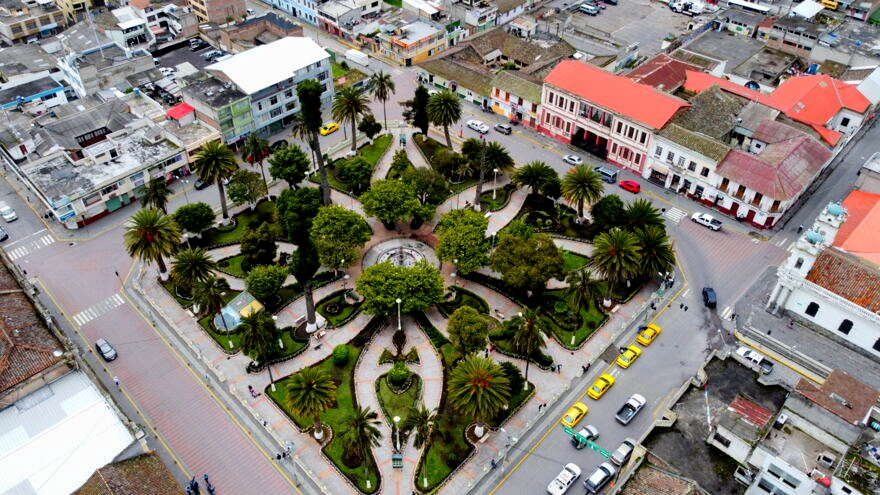
Parque Central in Machachi

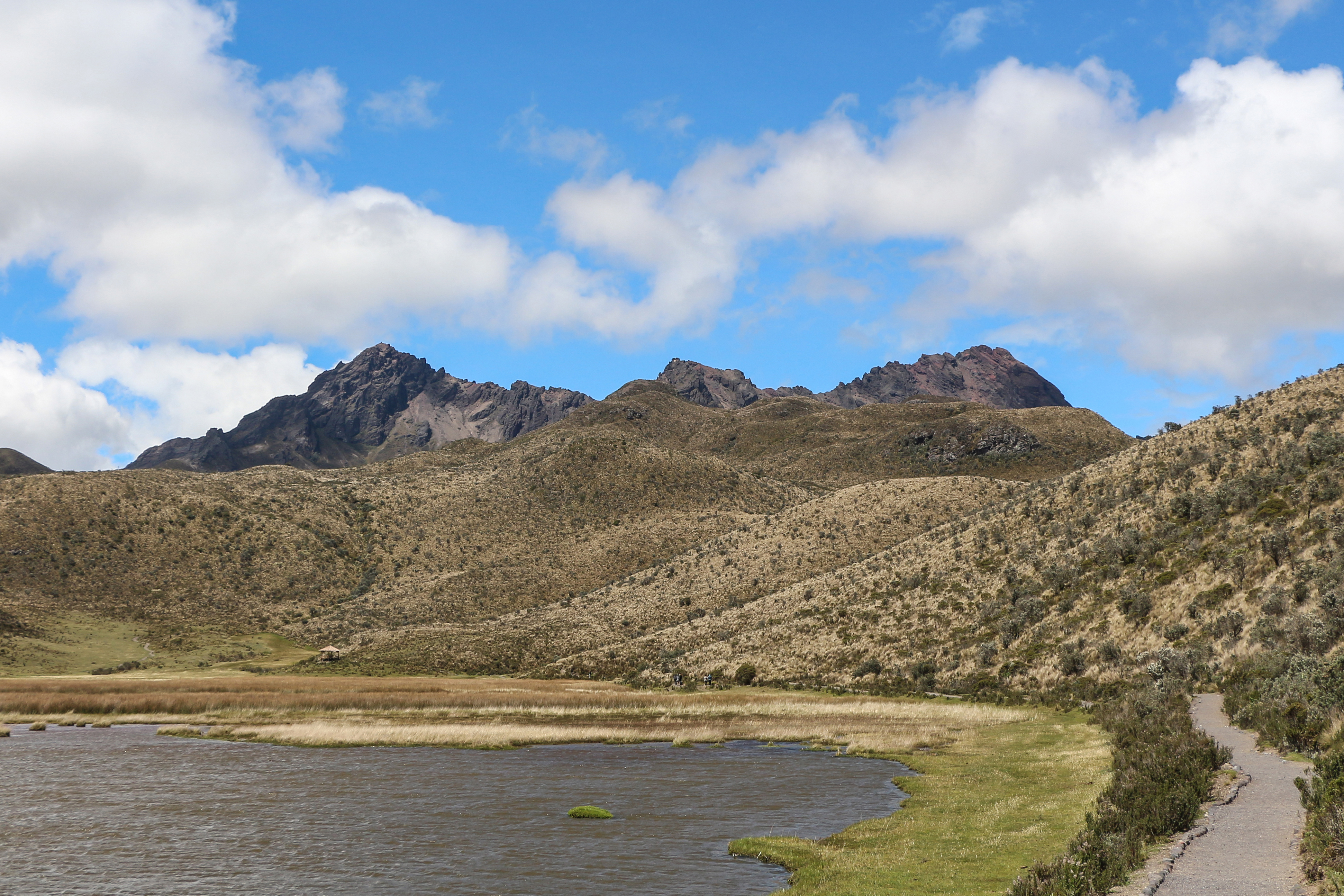
Feuchtgebiet Laguna Limpiopungo im Nationalpark Cotopaxi

Machachi ist eine Stadt und die einzige Parroquia urbana („städtisches Kirchspiel“) im Kanton Mejía der ecuadorianischen Provinz Pichincha. Die Parroquia besitzt eine Fläche von 468 km². Die Einwohnerzahl der Parroquia lag im Jahr 2010 bei 27.623. Davon wohnten 16.515 Einwohner in der Kleinstadt Machachi.

## Lage
Die Parroquia Machachi liegt im Anden-Hochtal im Süden der Provinz Pichincha. Das Verwaltungsgebiet wird im Süden von den Vulkanen Rumiñahui und Cotopaxi sowie im Norden von den Vulkanen Sincholagua und Pasochoa. Entlang der östlichen Verwaltungsgrenze verläuft die kontinentale Wasserscheide. Der Río Pita entwässert den östlichen Teil nach Norden, der Río San Pedro den westlichen Teil ebenfalls nach Norden. Die 2933 m hoch gelegene Stadt Machachi befindet sich 33 km südlich der Hauptstadt Quito. Die Fernstraße E35 (Quito–Latacunga) führt an Machachi vorbei.
Die Parroquia Machachi grenzt im Osten an die Provinz Napo mit der Parroquia Archidona (Kanton Archidona), im Süden an die Provinz Cotopaxi mit der Parroquia Mulaló (Kanton Latacunga), im Westen an die Parroquias Aloasí und Alóag sowie im Norden und im Nordosten an die Parroquias Tambillo, Rumipamba (Kanton Rumiñahui) und Píntag (Kanton Quito).

## Geschichte
Am 23. Juli 1883 wurde der Kanton Mejía eingerichtet und Machachi wurde eine Parroquia urbana und Sitz der Kantonsverwaltung.

## Ökologie
Im Süden der Parroquia liegt der Nationalpark Cotopaxi.